# Megaduks

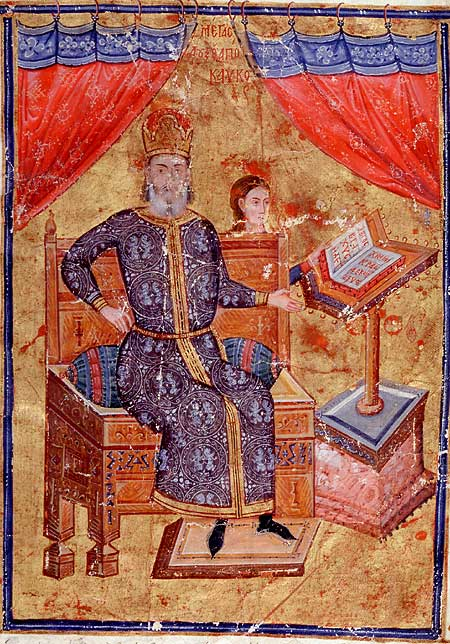
Megaduks Aleksy Apokauk (1341–1345) w stroju urzędowym.

Megaduks (gr.  μέγας δούξ, megas douks, „wielki wódz”) – jeden z najwyższych urzędów w późnym Cesarstwie Bizantyńskim. Zlatynizowana forma megadux powstała z greckiego  μεγαδούξ. Greckie słowo δούξ oznacza wodza, dowódcę.
Urząd został utworzony przez cesarza Aleksego I Komnena, który zreformował flotę cesarską łącząc pozostałości prowincjonalnych eskadr w jedno pod dowództwem megaduksa. Za pierwszą osobę noszącą tytuł megaduksa uważa się szwagra Aleksego I Komnena – Jana Dukasa, który w 1092 roku otrzymał zadanie powstrzymania emira tureckiego Tzachasa (Czaka-beja). Istnieje jednak dokument z grudnia 1085 roku, wymieniający mnicha Niketasa, zarządcę majątku nieznanego z imienia megaduksa. Prawdopodobnie urząd megaduksa wywodzi się z posiadającego podobny zakres zadań stanowiska "wodza floty" (δούξ τοῦ στόλου), które ok. 1086 roku objął Manuel Butumites, a w 1090 roku Konstantyn Dalassenos.
Pierwszy znany megaduks Jan Dukas prowadził działania wojenne jednocześnie na lądzie i morzu, tłumiąc bunty na Morzu Egejskim i wyspach Krecie i Cyprze w latach 1092-1093 oraz we wschodniej Anatolii w 1097 roku. Po zwycięskich kampaniach Jana Dukasa megaduks przejął zarząd nad temami Hellady, Peloponezu oraz nad Kretą. Ze względu na wysoką pozycję w strukturze władzy i rozległe obowiązki, funkcje administracyjne pełnili na miejscu urzędnicy niższego szczebla. W XII wieku urząd megaduksa pozostawał w ręku rodu Kontostefanos, wywodzący się z niego megaduks Andronik Kontostefanos był głównym wodzem cesarza Manuela I Komnena i przyczynił się do objęcia władzy przez Andronika I Komnena.
Wraz z zanikiem floty bizantyńskiej po IV krucjacie, w Cesarstwie Nicejskim megaduks stał się tytułem honorowym. Przyjął go przyszły cesarz Michał Paleolog w okresie regencji sprawowanej w imieniu małoletniego cesarza Jana IV Laskarysa. Tytuł był również w użyciu w Cesarstwie Łacińskim: w 1207 roku cesarz łaciński przyznał wyspę Lemnos i tytuł megaduksa Genueńczykowi Filocalo Navigajoso.
Po odzyskaniu Konstantynopola w 1261 roku i odbudowie floty, megaduks jako dowódca floty powrócił do dawnej rangi, zajmując szóste miejsce w hierarchii urzędów bizantyńskich pomiędzy protowestiariuszem i protostratorem. W tym czasie urząd bywał powierzany cudzoziemcom. Do najsłynniejszych należą Włoch Licario, który odzyskał dla cesarza Michała VIII Paleologa szereg wysp na Morzu Egejskim i Roger de Flor przywódca Kompanii Katalońskiej. Od połowy XIV wieku urząd megaduksa bywał łączony z urzędem szefa kancelarii cesarskiej - mesadzonem. Obydwa te urzędy piastował Aleksy Apokauk, jeden z regentów małoletniego cesarza Jana V Paleologa w czasie wojny domowej trwającej w latach 1341-1347. Ostatnim megaduksem i mesadzonem był Łukasz Notaras, współpracownik cesarza Konstantyna XI.